# Polycera dubia
Polycera dubia är en snäckart som först beskrevs av Michael Sars 1829.  Polycera dubia ingår i släktet Polycera och familjen Polyceridae. Inga underarter finns listade i Catalogue of Life.